# Шолина, Галина Семёновна
Галина Семёновна Шо́лина (урождённая Лахтадырь; укр. Шоліна Галина Семенівна; 1918 — 2006) — украинская и советская певица (лирическое сопрано), заслуженная артистка УССР (1950). Солистка КУАТОБ имени Т. Г. Шевченко.

## Биография
Родилась 25 октября 1918 года в селе Будаевка (ныне город Боярка, Киево-Святошинский район, Киевская область, Украина) в семье Семена Ефимова Лахтадыря и Акилина Матфеевны Скибы.
В 1948 году окончила Киевскую консерваторию, вокальный педагог — Д. Г. Евтушенко.
В 1948—1970 годах — солистка КУАТОБ имени Т. Г. Шевченко.
С 1970 года преподавала в КПИ имени М. Горького.
Умерла на 88-м году жизни 18 июня 2006 года. Похоронена вместе с семьей на Байковом кладбище (участок № 39).

## Партии
- «Наталка Полтавка» Н. В. Лысенко
- «Рождественская ночь» Н. В. Лысенко
- «Богдан Хмельницкий» К. Ф. Данькевича — Гелена
- «Назар Стодоля» К. Ф. Данькевича — Галя
- «Иван Сусанин» М. И. Глинки — Антонида
- «Лоэнгрин» Р. Вагнера — Эльза
- «Фауст» Ш. Гуно — Маргарита
- «Царская невеста» Н. А. Римского-Корсакова — Марфа
- «Запорожец за Дунаем» С. С. Гулака-Артемовского — Оксана

## Награды
- орден Трудового Красного Знамени
- орден «Знак Почёта» (24.11.1960)
- Сталинская премия второй степени (1949) — за исполнение партии Антониды в оперном спектакле «Иван Сусанин» М. И. Глинки, поставленном на сцене КУАТОБ имени Т. Г. Шевченко в 1948 году[2]

## Статьи
- «Галина Шолина. Одна из многих». Журнал Огонек

## Видео
- Галина Шоліна — Ой не світи, місяченьку